# La nacionalitat catalana
La nacionalitat catalana és un assaig del polític català Enric Prat de la Riba, publicat el maig de 1906 amb finalitats polítiques (i no pas com una obra històrica) per definir l'ideari de la Lliga Regionalista. Prat de la Riba feu el 1910 una reedició corregida. El 1917 es va fer la traducció al castellà per Antonio Royo Vilanova. L'autor estava preparant una obra més completa i exhaustiva de la qual només aparegué un esquema.

## Argument
La nació es considera com un estat natural mentre que l'estat és artificial però que tota nació aspira a constituir un estat. Considera a Espanya un estat plurinacional i que Espanya no és una nació sinó un estat format per Castella. Prat de la Riba diferencia nació de nacionalitat dient que la primera és una unitat de cultura i de civilització i que la nacionalitat són els components que formen la nació. Com a lema polític esmenta el de Catalunya pels catalans. Parla dels "països de llengua catalana" com la nació natural tot i que reconeix que mai havien format un sol estat. La raça no és la nacionalitat per més que en sigui un factor importantíssim. Considera com a elements de la nacionalitat la llengua, el dret i l'art, i detalla sobretot els dos primers. El dret no fa la nacionalitat sinó que és fet per ella. Considera com a principis del dret català la consagració de la llibertat individual i el reconeixement del gran valor social del patrimoni. Com a forma política Prat de la Riba no planteja la independència sinó la federació tot respectant "la unitat d'Espanya".

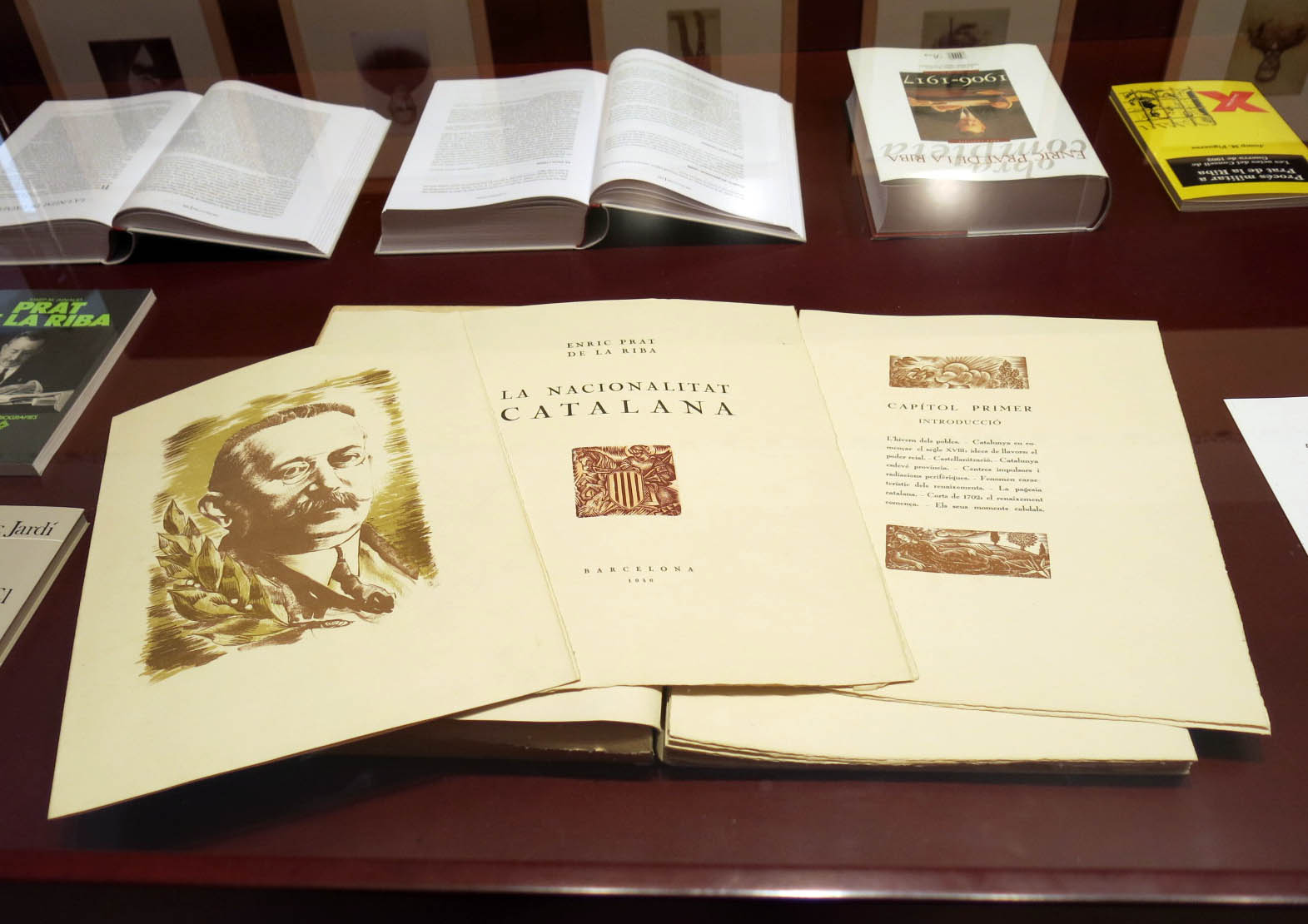
Exemplar de La nacionalitat catalana exposat a la Casa Museu Prat de la Riba de Castellterçol

En el capítol dedicat a l'imperialisme (sembla que influït per Eugeni d'Ors) admet que hi ha cultures superiors i inferiors i de la necessitat d'imposar-se a través de la guerra. En tot cas se serveix del concepte d'imperialisme per justificar la influència política de Catalunya sobre la resta d'Espanya.

## Repercussió
A través de l'oficina d'Expansió Catalana creada per Joan Estelrich, l'obra va ser traduïda a altres idiomes, entre ells l'italià, dins el projecte editorial Alpes de Milà, i de la seva col·lecció «Biblioteca di coltura politica», creada per Franco Ciarlantini. Aquesta empresa publicà textos lligats a dues de les personalitats polítiques catalanes més importants del moment: Prat de la Riba i Francesc Cambó amb el document "Il fascismo italiano" publicat a la Veu de Catalunya el 1925